# Bauhaus-Galan
Pour les articles homonymes, voir Bauhaus (homonymie) et Galan.
Le Bauhaus-Galan (anciennement Dagens Nyheter Galan ou DN Galan) est un meeting international d'athlétisme qui a lieu une fois par an au Stade olympique de Stockholm. Cette compétition existe depuis 1967 et est l'un des plus grands événements sportifs en Suède. Il figure depuis 2010 au programme de la Ligue de diamant, compétition remplaçant la Golden League.
Il trouve son nom, le plus souvent abrégé en DN-galan dans le quotidien suédois Dagens Nyheter.
En 2015, l'épreuve change de nom à la suite de l'apparition d'un nouveau sponsor principal (Bauhaus).

## Records

### Records du monde
Dans le passé lors du DN Galan, plusieurs records du monde ont été établis, en particulier en fond et demi-fond. Toutefois ils ont tous été battus depuis lors. On peut ainsi citer le Danois Wilson Kipketer qui le 7 juillet 1997 a porté le record du monde du 800 m à 1 min 41 s 73. C'est d'ailleurs lui qui quelque temps après a effacé deux fois cette marque. Le 5 juin 1993, Richard Chelimo avait lui aussi battu le record du monde du 10 000 m en 27 min 7 s 91. Chez les femmes, on note aussi le record du monde de la Norvégienne Ingrid Kristiansen qui le 5 août 1986 a battu le record du monde du 5 000 m en bouclant les douze tours et demi en 14 min 37 s 33. Plus récemment, l'Américain Jeremy Wariner a établi l'une des meilleures performances de tous les temps sur 400 m (43 s 50).
| Année | Athlète          | Épreuve          | Performance   |
| ----- | ---------------- | ---------------- | ------------- |
| 1987  | Patrik Sjöberg   | Saut en hauteur  | 2,42 m        |
| 1993  | Richard Chelimo  | 10 000 m         | 27 min 7 s 91 |
| 1997  | Wilson Kipketer  | 800 m            | 1 min 41 s 73 |
| 2025  | Armand Duplantis | Saut à la perche | 6,28 m        |

### Records du meeting

#### Hommes
| Épreuve           | Record             | Athlète                                                                  | Nationalité      | Date            | Réf.  |
| ----------------- | ------------------ | ------------------------------------------------------------------------ | ---------------- | --------------- | ----- |
| 100 m             | 9 s 84 (0,0 m/s)   | Tyson Gay                                                                | États-Unis       | 6 août 2010     |       |
| 200 m             | 19 s 77 (+0,6 m/s) | Michael Johnson                                                          | États-Unis       | 8 juillet 1996  |       |
| 400 m             | 43 s 50            | Jeremy Wariner                                                           | États-Unis       | 7 août 2007     |       |
| 600 m             | 1 min 15 s 99      | Musaeb Abdulrahman Balla                                                 | Qatar            | 22 août 2013    |       |
| 800 m             | 1 min 41 s 73      | Wilson Kipketer                                                          | Danemark         | 7 juillet 1997  |       |
| 1 000 m           | 2 min 13 s 93      | Abubaker Kaki Khamis                                                     | Soudan           | 22 juillet 2008 |       |
| 1 500 m           | 3 min 29 s 30      | Hicham El Guerrouj                                                       | Maroc            | 7 juillet 1997  |       |
| Mile              | 3 min 51 s 32      | John Kibowen                                                             | Kenya            | 5 août 1998     |       |
| 2 000 m           | 4 min 50 s 08      | Noah Ngeny                                                               | Kenya            | 30 juillet 1999 |       |
| 3 000 m           | 7 min 25 s 79      | Kenenisa Bekele                                                          | Éthiopie         | 7 août 2007     |       |
| 5 000 m           | 12 min 44 s 27     | Andreas Almgren                                                          | Suède            | 15 juin 2025    |       |
| 10 000 m          | 26 min 50 s 16     | Rhonex Kipruto                                                           | Kenya            | 30 mai 2019     | [ 1 ] |
| 110 m haies       | 12 s 91 (+0,2 m/s) | Dayron Robles                                                            | Cuba             | 22 juillet 2008 |       |
| 400 m haies       | 46 s 54            | Rai Benjamin                                                             | États-Unis       | 15 juin 2025    |       |
| 3 000 m steeple   | 7 min 59 s 42      | Paul Kipsiele Koech                                                      | Kenya            | 7 août 2007     |       |
| Saut en hauteur   | 2,42 m             | Patrik Sjöberg                                                           | Suède            | 30 juin 1987    |       |
| Saut à la perche  | 6,28 m             | Armand Duplantis                                                         | Suède            | 15 juin 2025    |       |
| Saut en longueur  | 8,59 m (+0,4 m/s)  | Iván Pedroso                                                             | Cuba             | 7 juillet 1997  |       |
| Triple saut       | 17,93 m (+1,6 m/s) | Kenny Harrison                                                           | États-Unis       | 2 juillet 1990  |       |
| Lancer du poids   | 22,09 m            | Christian Cantwell                                                       | États-Unis       | 5 août 2010     |       |
| Lancer du disque  | 70,02 m            | Kristjan Čeh                                                             | Slovénie         | 30 juin 2022    | [ 2 ] |
| Lancer du javelot | 90,31 m            | Anderson Peters                                                          | Grenade          | 30 juin 2022    | [ 2 ] |
| Lancer du marteau | 71,04 m            | Romuald Klim                                                             | Union soviétique | 2 juillet 1968  |       |
| Relais 4 × 100 m  | 37 s 99            | "Blue" Terrence Trammell Wallace Spearmon Shawn Crawford Michael Rodgers | États-Unis       | 22 juillet 2008 |       |

#### Femmes
| Épreuve           | Record             | Athlète                                                     | Nationalité      | Date            | Réf.  |
| ----------------- | ------------------ | ----------------------------------------------------------- | ---------------- | --------------- | ----- |
| 100 m             | 10 s 75 (+0,9 m/s) | Julien Alfred                                               | Sainte-Lucie     | 15 juin 2025    |       |
| 200 m             | 21 s 88 (+1,3 m/s) | Allyson Felix                                               | États-Unis       | 31 juillet 2009 |       |
| 400 m             | 49 s 70            | Allyson Felix                                               | États-Unis       | 7 août 2007     |       |
| 800 m             | 1 min 56 s 28      | Rose Mary Almanza                                           | Cuba             | 4 juillet 2021  | [ 3 ] |
| 1 000 m           | 2 min 30 s 72      | Maria Mutola                                                | Mozambique       | 10 juillet 1995 |       |
| 1 500 m           | 3 min 57 s 64      | Gudaf Tsegay                                                | Éthiopie         | 10 juin 2018    | [ 4 ] |
| Mile              | 4 min 24 s 60      | Silvana Cruciata                                            | Italie           | 8 juillet 1981  |       |
| 3 000 m           | 8 min 24 s 66      | Meseret Defar                                               | Éthiopie         | 25 juillet 2006 |       |
| 5 000 m           | 14 min 12 s 88     | Meseret Defar                                               | Éthiopie         | 22 juillet 2008 |       |
| 100 m haies       | 12 s 33 (+1,4 m/s) | Grace Stark                                                 | États-Unis       | 15 juin 2025    |       |
| 400 m haies       | 52 s 11            | Femke Bol                                                   | Pays-Bas         | 15 juin 2025    |       |
| 3 000 m steeple   | 9 min 04 s 34      | Hyvin Jepkemoi                                              | Kenya            | 4 juillet 2021  | [ 3 ] |
| Saut en hauteur   | 2,07 m             | Blanka Vlašić                                               | Croatie          | 7 août 2007     |       |
| Saut à la perche  | 4,86 m             | Sandi Morris                                                | États-Unis       | 10 juin 2018    | [ 4 ] |
| Saut en longueur  | 7,05 m (+0,7 m/s)  | Galina Chistyakova                                          | Union soviétique | 3 juillet 1989  |       |
| Saut en longueur  | 7,05 m (+1,3 m/s)  | Tara Davis-Woodhall                                         | États-Unis       | 15 juin 2025    |       |
| Triple saut       | 14,83 m (+1,9 m/s) | Caterine Ibargüen                                           | Colombie         | 29 juillet 2011 |       |
| Lancer du poids   | 20,57 m            | Valerie Adams                                               | Nouvelle-Zélande | 28 juillet 2011 |       |
| Lancer du disque  | 68,77 m            | Sandra Perković                                             | Croatie          | 17 août 2012    |       |
| Lancer du javelot | 68,59 m            | Mariya Abakumova                                            | Russie           | 22 août 2013    |       |
| Relais 4 × 100 m  | 42 s 13            | Géraldine Frey Mujinga Kambundji Salomé Kora Ajla Del Ponte | Suisse           | 30 juin 2022    | [ 2 ] |

## Identité visuelle

Logo du meeting jusqu'en 2015
Logo depuis 2016